# Campeonato Francés de Fútbol (USFSA) 1908
El Campeonato Francés de Fútbol 1908 fue la 15.ª edición de dicho campeonato, organizado por la USFSA (Union des Sociétés Françaises de Sports Athlétiques). El campeón fue el Racing Club de Roubaix.

## Torneo

### Primera ronda
- FC Lyon 3-1 Stade Grenoblois
- Racing Club Angevin - Stade Nantais Université Club

### Segunda ronda
- SC Nîmes 2-5 Olympique de Marseille
- Stade Raphaëlois 2-1 FC Lyon
- Stade Bordelais UC 2-4 Stade Olympien Vélo Club de Toulouse
- Amiens SC 2-0 Racing Club de Reims

### Tercera ronda
- Cercle des Sports Stade Lorrain 3-2 Amiens SC
- Stade Olympien Véto Sport Toulousain 18-0 SVA Jarnac
- Olympique de Marseille 4-0 Stade Raphaëlois
- Stade Rennais - Racing Club Angevin (forfeit del Angevin)

### Cuartos de final
- Olympique de Marseille 3-0 Stade Olympien Vélo Club de Toulouse
- RC France 1-3 Cercle des Sports Stade Lorrain
- RC Roubaix 4-2 Union Athlétique du Lycée Malherbe
- Le Havre Sports 2-1 Stade Rennais

### Semifinales
- Olympique de Marseille 1-2 RC France
- RC Roubaix 4-0 Le Havre Sports

### Final
- RC Roubaix 2-1 RC France